# TORST
TORST（トルスト）は、チェコの出版社。写真集の刊行で著名。

## FOTOTORST
トルスト社の刊行している小型写真集のシリーズとして『FOTOTORST』が存在する。写真家1名につき1巻を充てるシリーズであり、日本でもこの写真集はかなり目にすることができる。選ばれている写真家はチェコの写真家であり、チェコの写真に関する情報が不足している日本では特に貴重な資料である。本のサイズは6.5インチ×7インチで、正方形に近い形である。
現在までのラインナップは、以下のとおりである。（※ タイトルの後の数字は生没年）
1. Alexandr Hackenschmied,（1907年 - ）
2. Bohdan Holomiček,（1943年 - ）
3. Alfons Mucha,（1860年 - 1939年）
4. Jindřich Štyrský,（1899年 - 1942年）
5. Zdenĕk Tmej,（1920年 - ）
6. Jaroslav Rössler,（1902年 - 1990年）
7. Karel Cudlín,（1960年 - ）
8. Karel Teige,（1900年 - 1951年）
9. Viktor Kolář,（1941年 - ）
10. Josef Koudelka,（1938年 - ）
11. Josef Sudek,（1896年 - 1976年）
12. Antonín Kratochvíl,（1947年 - ）
13. Jan Lukas,（1915年 - ）
14. Václav Chochola,（1923年 - ）
15. Jaromír Funke,（1896年 - 1945年）
16. Ivo Přeček,（1935年 - ）
17. Eva Davidová,（1932年 - ）
18. Emila Medková,（1928年 - 1985年）
19. Tono Stano,（1960年 - ）
20. Jan Langhans,（1851年 - 1928年）
21. Eugen Wiškovský,（1884年 - 1964年）
22. Dušan Šimanek,（1948年 - ）
23. Miroslav Tichý,（1926年 - ）
24. Josef Binko,（1879年 - 1960年）
25. Iren Stehli,（1953年 - ）
26. František Drtikol,（1883年 - 1961年）
27. Eva Fuková,（1927年 - ）
28. Bohomil Krčil,（1963年 - ）
29. Tomki Nĕmec,（1952年 - ）
30. Jindřich Přibík,（1944年 - ）
31. Jan Reich,（1942年 - ）
32. Jan Ságl,（1942年 - ）
33. Ivan Pinkava,（1961年 - ）
34. Peter Župník,（1961年 - ）
35. Vladimír Jindřich Bufka,（1887年 - 1916年）